# Alepa złotopłetwa
Alepa złotopłetwa (Alepes djedaba) – gatunek ryby z rodziny ostrobokowatych, mierzącej do 40 cm, ale zwykle dorastającej do mniejszych rozmiarów.

## Synonimy
- Scomber djedaba (Forsskål, 1775)
- Atule djedaba (Forsskål, 1775)
- Selar djedaba (Forsskål, 1775)
- Atule kalla (Cuvier, 1833)
- Caranx kalla (Cuvier, 1833)
- Caranx microbrachium (Fowler, 1934)